# 西崎まりの
西崎 まりの（にしざき まりの、1962年1月25日 - 2004年10月12日）は、日本の漫画家。本名：高原 宏（たかはら ひろし）。男性。
香川大学にてSF研究会に所属。その後はじめた同人誌活動において、繊細な筆致と叙情的で時に幻想的な内容でファンを増やす。それが目が留まり、折からの美少女漫画ブームの流れに乗りやがて『コミックロリポップ』や『コミックラム』など多くの商業誌へも活動の範囲を広げる。イラストなどの仕事も多数残す。
また、デザイナーとしても優れた才能を発揮し、作品を残している。うたたねひろゆきの同人誌『雅遊』は西崎まりのの編集・装丁である。うたたねひろゆきに対しては、弟子の杯を与えている。また、交流のあった山田章博を著作内のあとがきで師匠と明言している。
1990年代より松本淳と組んだユニット「NURK TWINS」での活動も開始し、商業、同人の漫画作品をはじめ、分野を問わず積極的に作品を発表した。また同ユニット内では、ペンネームでの活動のほか、松本淳と共に本名名義での執筆活動もなされた。晩年は体調を崩しがちになり作品発表数も次第に減って行き、2004年10月12日、肝硬変により死去。享年42。

## 作品

### 単行本・画集
- 美熱少女
- 美女と野獣

### ゲーム
- サイレントメビウス - ゼネラルプロダクツ発売、PC-9800用ゲームソフト。CG作画監督。
- サイコドリーム - 日本テレネット発売、スーパーファミコン用ゲームソフト。原案、キャラクターデザイン、シナリオ、美術設定等。

他、商業誌、同人誌にてオリジナル作品を多数発表しているほか、ホビージャパン発行のアンソロジー誌などで二次創作作品、短編を複数発表している。